# Лекція Свободи пам'яті Олександра Кривенка
Лекція Свободи пам'яті Олександра Кривенка — щорічна публічна лекція в Українському католицькому університеті (м. Львів) на згадку про Олександра Кривенка, неформально організовується кількома його товаришами близько до дати його уродин (13 травня).
Тема лекції — про свободу в широкому сенсі і особистому розумінні лектора.
Структура акції: слово-спогад про О. Кривенка, слово-презентація лектора, сама лекція.
Традиційно одночасно з лекцією вручається премія імені Кривенка «За поступ в журналістиці» — кращому українському публіцисту.
Лектори:
- 2004 — Адам Міхнік, редактор польської «Газети Виборчої»
- 2005 — (експериментально) прем'єра документального фільму, слово про Кривенка мали Орест Друль та Микола Сварник[1]
- 2006 — Богуміла Бердиховська, польська публіцистка
- 2007 — Савік Шустер, журналіст
- 2008 — о.Борис Ґудзяк, ректор УКУ
- 2009 — Юрій Андрухович, письменник
- 2010 — Антон Олійник, професор (інституційна економіка), Університет «Меморіал» (Канада), ДУ «Вища школа економіки» (Росія)
- 2011 — Всеволод Речицький, конституційний експерт Харківської правозахисної групи
- 2012 — Сергій Рахманін, заст. головного редактора «Дзеркала тижня».
- 2013 — Наталія Яковенко, історик
- 2014 — Ахтем Сеїтаблаєв, кінорежисер
- 2015 — Олена Стяжкіна, історик
- 2016 — Святослав Вакарчук[2], музикант
- 2017 — Борис Херсонський, письменник
- 2018 — Ігор Козловський, релігієзнавець
- 2019 — Ярослав Грицак, історик

## Тексти лекцій
- 2004 [Архівовано 3 листопада 2021 у Wayback Machine.]
- 2007 [Архівовано 11 грудня 2014 у Wayback Machine.]
- 2008 [Архівовано 13 квітня 2010 у Wayback Machine.]
- 2009
- 2010 [Архівовано 4 березня 2016 у Wayback Machine.]
- 2011 [Архівовано 12 листопада 2011 у Wayback Machine.]
- 2012 [Архівовано 18 травня 2012 у Wayback Machine.]
- 2013 [Архівовано 28 серпня 2013 у Wayback Machine.]
- 2016 [Архівовано 24 жовтня 2019 у Wayback Machine.]

## Галерея

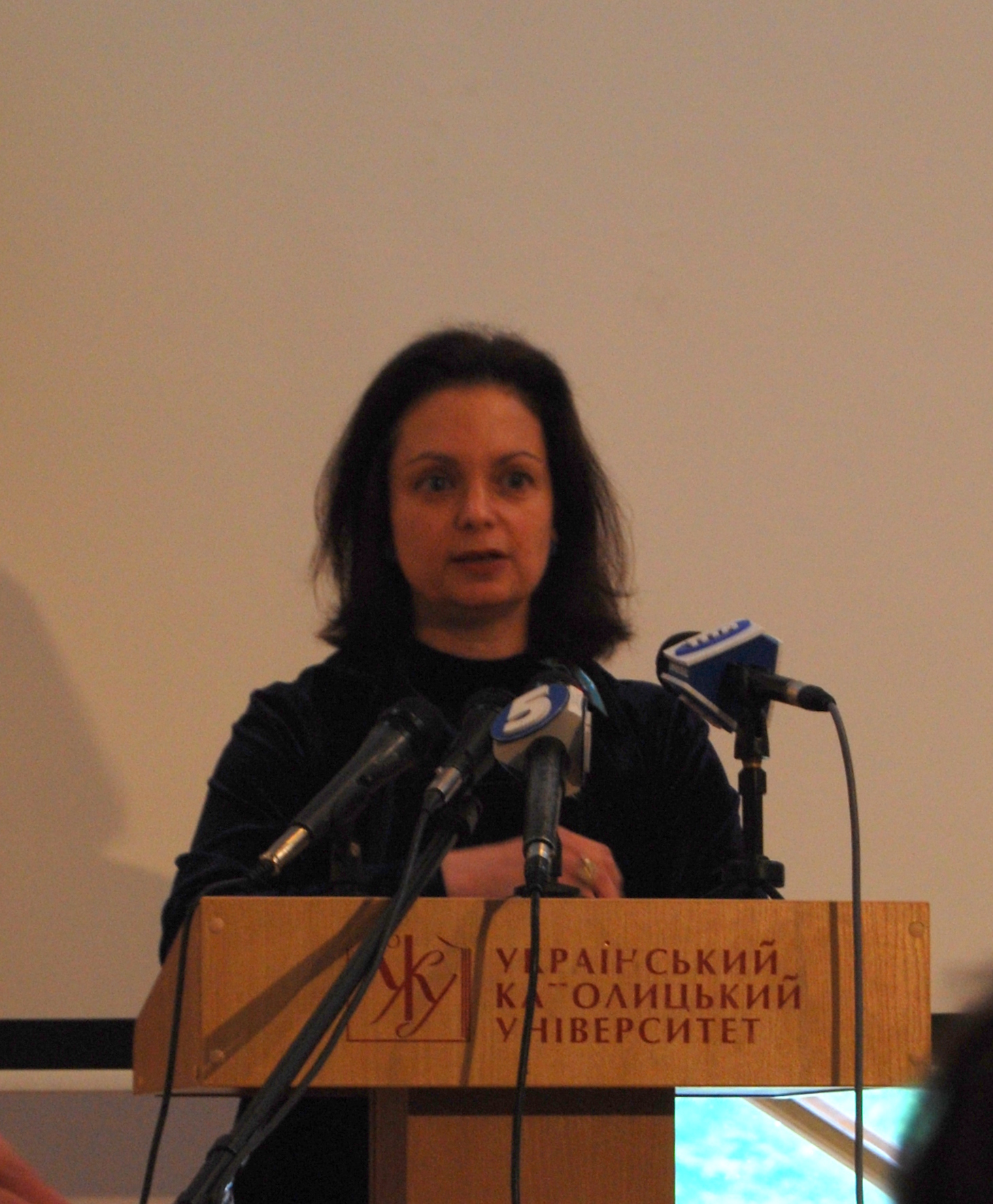
Почесний консул Канади Оксана Винницька представляє "Лекцію Свободи" (травень 2008)
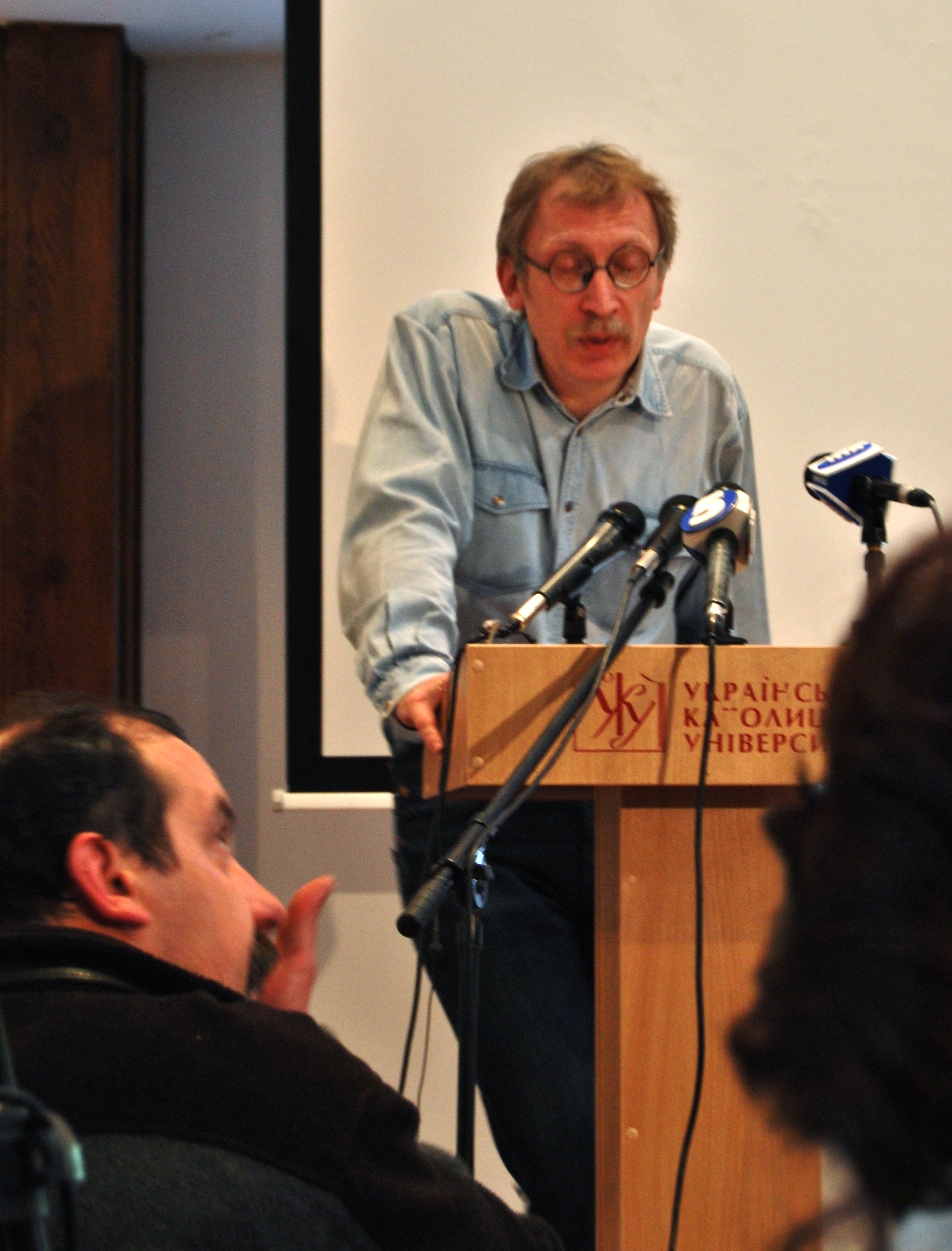
Журналіст Орест Друль виступає перед "Лекцією Свободи" (2008)
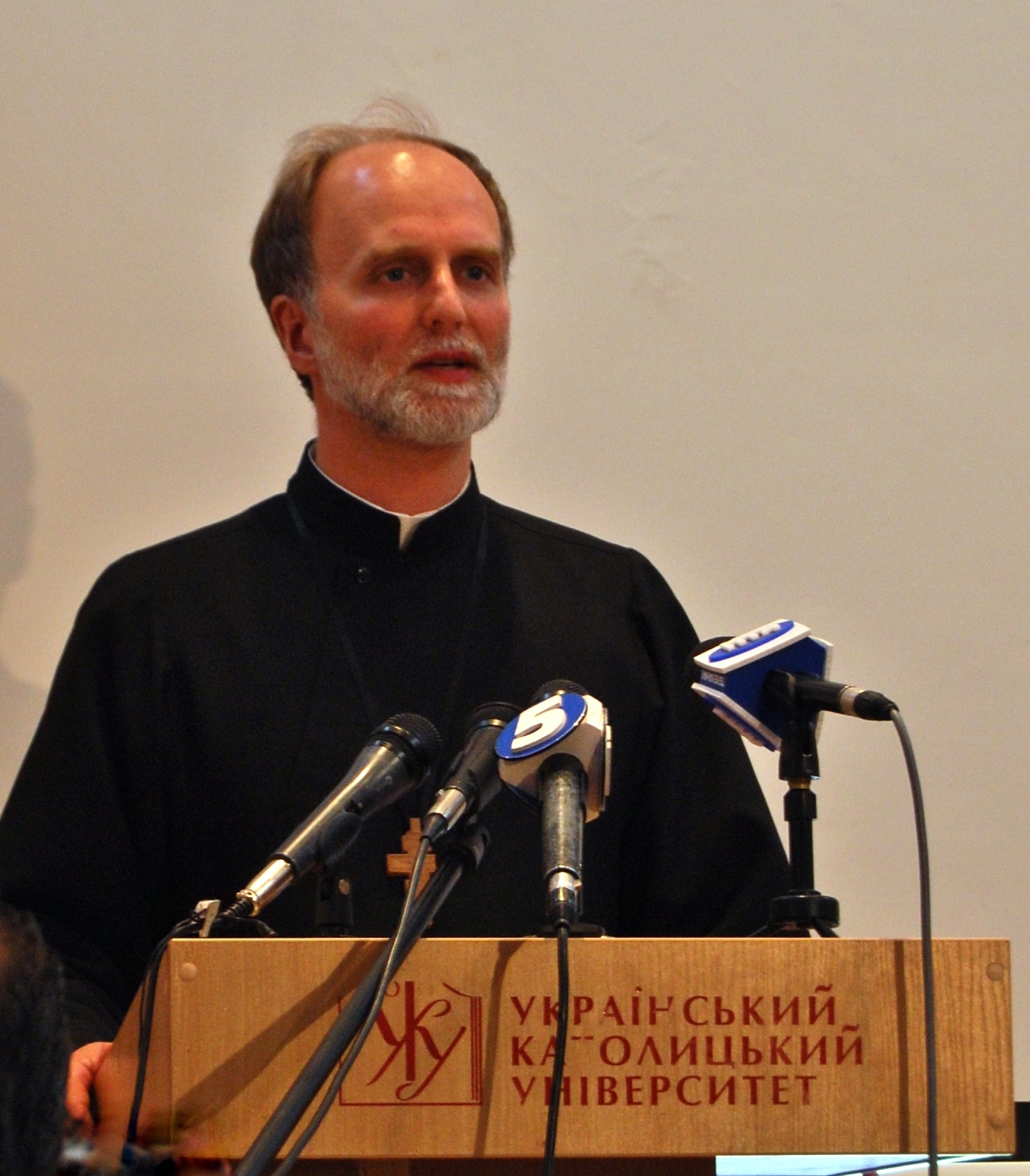
о.Борис Ґудзяк (2008)
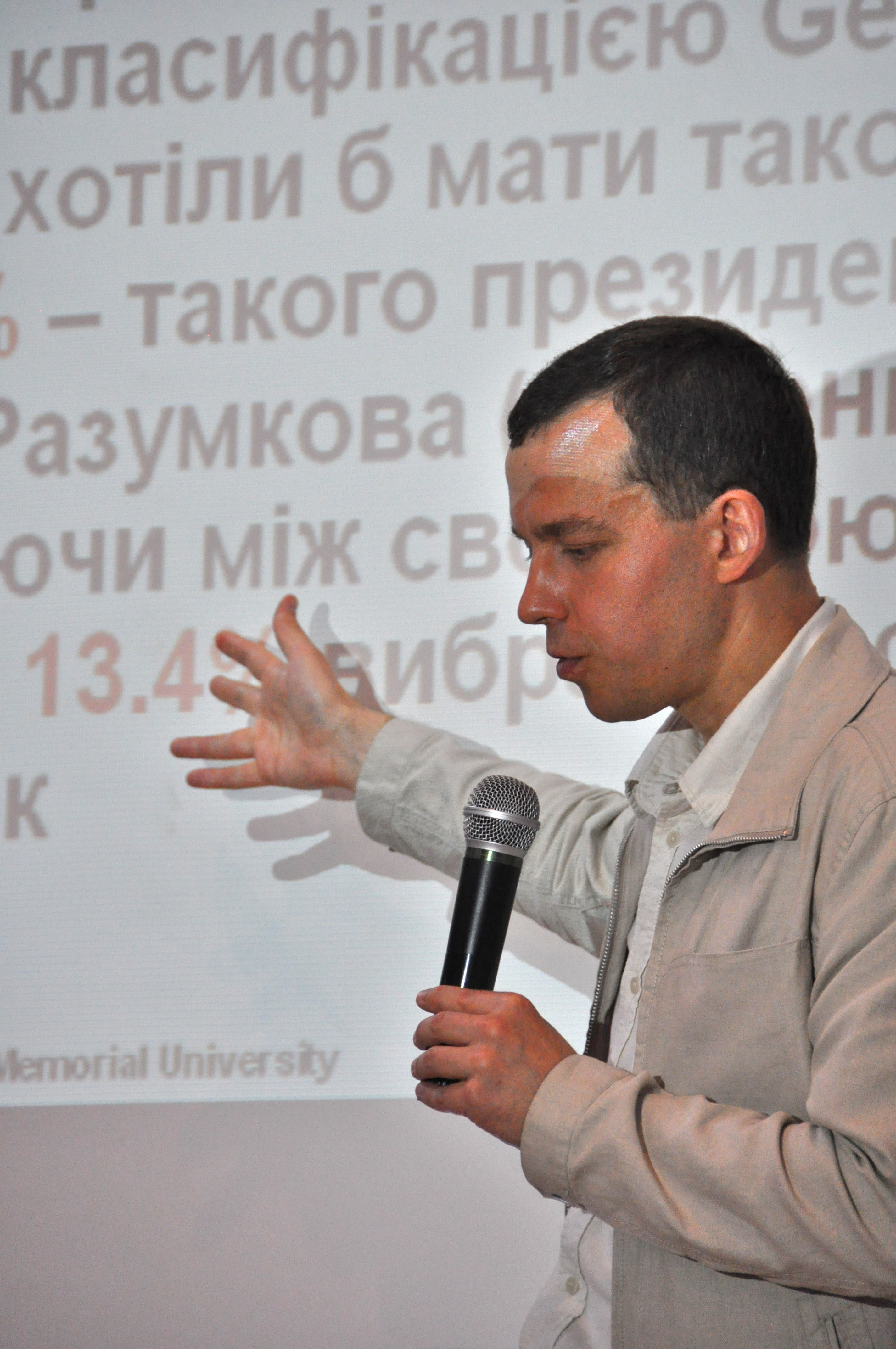
Антон Олійник (2010)

## Преса
- Поступ [Архівовано 3 листопада 2021 у Wayback Machine.]
- zik, 14.05.2009 [Архівовано 21 квітня 2010 у Wayback Machine.]
- ЛНУ ім. І.Франка[недоступне посилання з липня 2019]
- zaxid.net
- Свобода
- Тетяна Нагорна. Лекція свободи. Без лапок // zbruc.eu, 29.05.2013 [Архівовано 28 серпня 2013 у Wayback Machine.]
- Мирослав Маринович. Представлення Наталі Яковенко // zbruc.eu, 31.05.2013 [Архівовано 28 серпня 2013 у Wayback Machine.]
- Ярослав Грицак. Слово подяки Наталі Яковенко // zbruc.eu, 30.05.2013 [Архівовано 16 жовтня 2013 у Wayback Machine.]